# Караагач
Караагач (азерб. Qaraağac) — село в Губадлинском районе Азербайджана.
Уроженцем Караагача является — Бейляр Таптыг оглы Агаев — Национальный герой Азербайджана.

## Топоним
Дословно с азербайджанского языка означает «чёрное дерево», также переводится как «вяз».

## История
В годы Российской империи село Карага находилось в составе Зангезурского уезда Елизаветпольской губернии. По данным «Кавказского календаря» на 1912 год в селе проживал 21 человек, в основном курды.
В советские годы село входило в состав Губадлинского района Азербайджанской ССР. В результате Первой карабахской войны в августе 1993 года перешло под контроль непризнанной Нагорно-Карабахской Республики. В ходе 44-дневной Второй карабахской войны (27 сентября - 10 ноября 2020 года) село было освобождено от длительной армянской оккупации Вооружёнными силами Азербайджанской Республики.